# Mantova 1911 2021-2022
Questa voce raccoglie le informazioni riguardanti il Mantova 1911 nelle competizioni ufficiali della stagione 2021-2022.

## Stagione
Dopo l'eliminazione al primo turno dei playoff della stagione precedente, il Mantova progetta la stagione 2021-2022 nel segno della continuità: confermato l'assetto dirigenziale, la società conferma anche il tecnico Troise. Le vicende giudiziarie che coinvolgono il patron Setti, tuttavia, sembrano inizialmente rallentare le operazioni di rafforzamento della squadra. Questo causa l'addio del tecnico, sostituito dall'emergente Maurizio Lauro, reduce da una positiva esperienza col Castelfidardo. Con l'arrivo del nuovo allenatore, il vice Garzon abbandona lo staff tecnico per entrare in società nel ruolo di vicepresidente.
La rosa vede molti elementi confermati, a partire dal capitano, Filippo Guccione, al terzo anno in biancorosso, e altri elementi chiave della stagione precedente, come il portiere Tosi, i difensori Bianchi e Milillo e i centrocampisti Gerbaudo e Zibert. Sul mercato, in linea con la stagione precedente, gli obiettivi sono giovani emergenti, come Paudice, acquistato dal Giulianova, e Pilati, proveniente dal Sassuolo. Per quanto riguarda le uscite, salutano Mantova il portiere Tozzo, ma anche Di Molfetta e Cheddira, giocatori fondamentali nel precedente campionato e trasferitisi rispettivamente alla Feralpisalò e al Bari.
In campionato, il Mantova è inserito nel girone A, insieme alle squadre settentrionali: torneranno quindi le sfide con molte squadre lombarde, con il Piacenza, che i biancorossi non affrontano dai tempi della Serie B, e con il neopromosso Fiorenzuola, che due stagioni prima aveva conteso proprio ai virgiliani la promozione in Serie C.
La stagione inizia in casa del Pontedera per il primo turno della Coppa Italia, con il Mantova che ottiene una vittoria per 3-1. L'inizio in campionato sembra promettente, nonostante non arrivino vittorie: nelle prime tre partite, i biancorossi ottengono altrettanti pareggi, contro Legnago, Giana Erminio e in casa dell'ambiziosa Feralpisalò, in tutti i casi passando in vantaggio ed esprimendo un buon gioco. Nel frattempo, il Mantova viene eliminato dalla Coppa Italia, facendosi rimontare nel finale dal Piacenza. Alla prima sconfitta con l'AlbinoLeffe segue la prima vittoria, ottenuta in extremis in casa proprio col Piacenza. Questo risultato, a cui fa seguito un pareggio in rimonta contro il Trento, fa pensare a una svolta nella stagione dei biancorossi.
La svolta però non arriva, e la squadra precipita in una spirale negativa, ottenendo appena due punti nelle successive cinque partite: a seguito della sconfitta subita dal Südtirol, il tecnico Lauro sembra a un passo dall'esonero. L'allenatore mantiene la panchina nonostante un deludente pareggio a Fiorenzuola, che fa scivolare i biancorossi all'ultimo posto del girone, con appena una vittoria all'attivo nelle prime dodici giornate.
Nelle successive due partite, qualcosa sembra cambiare: il Mantova dapprima impone il pari al più quotato Padova e poi batte in casa la Pro Sesto, diretta concorrente per la salvezza. La vittoria permette ai biancorossi di guadagnare posizioni in classifica, ma, nuovamente, la svolta non arriva, e il Mantova cade a Verona sul campo della Virtus.
Continuando la stagione tra alti e bassi, i biancorossi reagiscono fermando sul pari il Renate secondo in classifica. Anche questo però è un fuoco di paglia: nella partita successiva, i virgiliani non vanno oltre l'ennesimo pari nello scontro diretto con la Pergolettese, trovando il definitivo 1-1 solo all'ultimo minuto di recupero grazie a una fortunata carambola. La partita spazientisce i tifosi, che cominciano ad attaccare la dirigenza, l'allenatore e la squadra, creando qualche tensione nell'ambiente.
Il calendario propone l'ennesima occasione di riscatto contro la Pro Patria, appaiata in classifica ai biancorossi: il Mantova offre una prestazione deludente, non tirando in porta per tutto il secondo tempo, e non va oltre un altro pareggio, alimentando nuove contestazioni dei tifosi. Nel dopogara, il presidente Masiello dichiara alla stampa che l'allenatore è "sotto osservazione": è il preludio all'esonero, che viene comunicato il giorno successivo. Lauro lascia il Mantova dopo 18 partite, nelle quali ha ottenuto solo due vittorie, ben undici pareggi e cinque ko, con la squadra rimasta stabilmente nei bassifondi della classifica. Al posto di Lauro, viene scelto Giuseppe Galderisi per risollevare le sorti dei virgiliani.
L'attesa svolta, finalmente, arriva: i biancorossi chiudono il 2021 con un pari in rimonta a Vercelli e poi, nella prima di ritorno, si impongono per 2-0 in casa contro il Legnago. La ripresa sembra tuttavia danneggiata dalla nuova ondata della pandemia di covid, e i biancorossi sono tra le squadre più colpite dal virus, con ben 19 positivi. Alla ripresa, nel frattempo posticipata di due settimane, il Mantova sembra aver perso brillantezza e, dopo l'ennesimo pareggio contro l'Albinoleffe, cade a Piacenza. Segue però la vittoria (il primo successo esterno della stagione) nello scontro diretto con la Giana Erminio, con una doppietta di Gaetano Monachello, arrivato in riva al Mincio durante il mercato invernale; per la prima volta in stagione, a una vittoria segue un altro successo, ottenuto ai danni del Trento per 1-0, con la terza rete di Monachello, che lancia i biancorossi in zona playoff, complice anche la classifica corta. Segue un pesante 3-0 subito dalla Juventus U23, ma la squadra si rialza subito, centrando il terzo successo in quattro partite sconfiggendo il Seregno per 3-1 (con un'altra doppietta di Monachello, diventato capocannoniere della squadra in meno di un mese), allungando per la prima volta a 4 punti il vantaggio sulla zona playout e mantenendosi ai margini della zona playoff.
A seguito del sorprendente successo contro la FeralpiSalò, tuttavia, la squadra accusa un forte calo di rendimento, che fa ripiombare i biancorossi ai limiti della zona playout: nelle successive otto giornate, infatti, il Mantova batte la sola Pro Sesto. Il complicarsi della situazione di classifica, dovuta soprattutto alla ripresa di squadre come Trento e Pergolettese, porta all'esonero di Galderisi, proprio a seguito della sconfitta casalinga contro i cremaschi. Al suo posto torna Maurizio Lauro, che dopo una sconfitta in casa della Pro Patria centra al Martelli la salvezza, grazie a una vittoria per 3-0 contro la Pro Vercelli.

## Divise e sponsor
Lo sponsor tecnico per la stagione 2021-2022 è Givova.
La prima maglia, come da tradizione bianca con una banda trasversale rossa, presenta in questa stagione un colletto a polo. La maglia da trasferta ne riprende lo schema, invertendo i colori. Per la terza divisa torna, dopo tredici anni, la maglia gialla con banda verde, usata frequentemente come terza divisa negli anni di Serie B in riferimento all'epoca d'oro del Piccolo Brasile.
Il main sponsor è per la terza stagione consecutiva TEA Energia, azienda mantovana che si occupa della vendita di luce, gas e teleriscaldamento per la casa e il lavoro.
| Casa | Trasferta | Terza divisa |

## Organigramma societario
Area direttiva
- Presidente: Ettore Masiello
- Vice-presidente: Gianluca Garzon
- Direttore generale: Gianluca Pecchini

Area tecnica
- Direttore sportivo: Alessandro Battisti
- Allenatore: Giuseppe Galderisi (dalla 19ª giornata); Maurizio Lauro (dalla 1ª alla 18ª giornata)

Area sanitaria
- Medico sociale: Dott. Enrico Ballardini

## Rosa
| N. |                     | Ruolo | Calciatore         |
| -- | ------------------- | ----- | ------------------ |
| 1  | Italia (bandiera)   | P     | Francesco Marone   |
| 2  | Italia (bandiera)   | D     | Davide Bianchi     |
| 3  | Italia (bandiera)   | D     | Darrel Agbugui     |
| 4  | Italia (bandiera)   | C     | Alessio Militari   |
| 5  | Italia (bandiera)   | D     | Lorenzo Checchi    |
| 6  | Italia (bandiera)   | C     | Vincenzo Silvestro |
| 7  | Italia (bandiera)   | C     | Rosario Bucolo     |
| 8  | Slovenia (bandiera) | C     | Urban Žibert       |
| 8  | Italia (bandiera)   | C     | Mirko Bruccini     |
| 9  | Italia (bandiera)   | A     | Luca Paudice       |
| 10 | Italia (bandiera)   | A     | Filippo Guccione   |
| 11 | Brasile (bandiera)  | A     | Caio De Cenco      |
| 12 | Italia (bandiera)   | P     | Axel Bertolotti    |
| 13 | Italia (bandiera)   | D     | Filippo Falcone    |
| 14 | Italia (bandiera)   | C     | Aiman Riahi        |
| 16 | Italia (bandiera)   | C     | Matteo Gerbaudo    |

| N. |                   | Ruolo | Calciatore         |
| -- | ----------------- | ----- | ------------------ |
| 17 | Italia (bandiera) | D     | Mirko Esposito     |
| 18 | Italia (bandiera) | A     | Lorenzo Bertini    |
| 19 | Italia (bandiera) | D     | Alessandro Pilati  |
| 20 | Italia (bandiera) | D     | Matteo Pinton      |
| 21 | Italia (bandiera) | D     | Alessio Milillo    |
| 22 | Italia (bandiera) | P     | Riccardo Tosi      |
| 23 | Italia (bandiera) | D     | Erik Panizzi       |
| 24 | Italia (bandiera) | A     | Manuel Fontana     |
| 27 | Italia (bandiera) | D     | Francesco Vaccaro  |
| 28 | Italia (bandiera) | C     | Matteo Pedrini     |
| 29 | Italia (bandiera) | C     | Pietro Messori     |
| 30 | Italia (bandiera) | C     | Claudio Zappa      |
| 31 | Italia (bandiera) | A     | Enrico Piovanello  |
| 45 | Italia (bandiera) | A     | Gaetano Monachello |
| 71 | Italia (bandiera) | P     | Emilio Marinaro    |
| 92 | Italia (bandiera) | A     | Elia Galligani     |

## Calciomercato

### Sessione estiva(dal 01/07 al 31/08)
| Acquisti | Acquisti                 | Acquisti    | Acquisti      |
| R.       | Nome                     | da          | Modalità      |
| -------- | ------------------------ | ----------- | ------------- |
| P        | Emilio Marinaro          | Ascoli      | Prestito      |
| D        | Alessandro Pilati        | Sassuolo    | Prestito      |
| D        | Darrel Emoshogue Agbugui | Verona      | Definitivo    |
| D        | Mirko Esposito           | Salernitana | Prestito      |
| D        | Federico Tosi            | Bologna     | Fine prestito |
| C        | Matteo Pedrini           | Atalanta    | Prestito      |
| C        | Rosario Bucolo           | Potenza     | Definitivo    |
| C        | Pietro Messori           | Gravina     | Definitivo    |
| A        | Luca Paudice             | Giulianova  | Definitivo    |
| A        | Lorenzo Bertini          | Verona      | Definitivo    |
| A        | Simone Rosso             | Casertana   | Fine prestito |

| Cessioni | Cessioni           | Cessioni    | Cessioni      |
| R.       | Nome               | a           | Modalità      |
| -------- | ------------------ | ----------- | ------------- |
| P        | Enrico Vencato     |             | Svincolato    |
| P        | Andrea Tozzo       | Ternana     | Fine prestito |
| D        | Giuseppe Palmiero  |             | Svincolato    |
| D        | Riccardo Lamberti  |             | Svincolato    |
| D        | Rayyan Baniya      | Verona      | Fine prestito |
| C        | Leonardo Mazza     | Bologna     | Fine prestito |
| C        | Aleksejs Saveljevs | Riga FC     | Definitivo    |
| C        | Alessio Militari   |             | Svincolato    |
| C        | Lucas Felippe      | Verona      | Fine prestito |
| A        | Davide Di Molfetta | Feralpisalò | Definitivo    |
| A        | Simone Ganz        | Ascoli      | Fine prestito |
| A        | Gianmarco Zigoni   | Novara      | Fine prestito |
| A        | Adama Sanè         | Verona      | Fine prestito |
| A        | Walid Cheddira     | Parma       | Fine prestito |

### Sessione invernale (dal 3/1 al 31/1)
| Acquisti | Acquisti           | Acquisti    | Acquisti   |
| R.       | Nome               | da          | Modalità   |
| -------- | ------------------ | ----------- | ---------- |
| C        | Mirko Bruccini     | Alessandria | definitivo |
| A        | Elia Galligani     | Carrarese   | definitivo |
| A        | Gaetano Monachello | Modena      | definitivo |

| Cessioni | Cessioni       | Cessioni | Cessioni   |
| R.       | Nome           | a        | Modalità   |
| -------- | -------------- | -------- | ---------- |
| C        | Rosario Bucolo | Potenza  | definitivo |
| C        | Urban Žibert   | Vibonese | definitivo |

## Risultati

### Serie C

#### Girone di andata
| Arbitro: | Madonia (Palermo) |

|            |           |             |
| Sgarbi 81’ | Marcatori | 12’ Milillo |

| Arbitro: | Iacobellis (Pisa) |

|              |           |           |
| De Cenco 54’ | Marcatori | 75’ Corti |

| Arbitro: | Centi (Terni) |

|              |           |             |
| Miracoli 19’ | Marcatori | 2’ De Cenco |

| Arbitro: | Leone (Barletta) |

|                 |           |  |
| Cori 48’ (rig.) | Marcatori |  |

| Arbitro: | Fiero (Pistoia) |

|                             |           |             |
| Guccione 34’ De Cenco 90+3’ | Marcatori | 23’ Corbari |

| Arbitro: | Zanotti (Rimini) |

|                          |           |                                |
| Caporali 7’ Pasquato 10’ | Marcatori | 45’ Milillo 82’ (aut.) Barbuti |

| Arbitro: | Emmanuele (Pisa) |

|  |           |                    |
|  | Marcatori | 57’ (rig.) Miretti |

| Arbitro: | Bitonti (Bologna) |

|            |           |            |
| Valeau 43’ | Marcatori | 3’ Paudice |

| Arbitro: | Luciani (Roma) |

|              |           |          |
| Guccione 83’ | Marcatori | 77’ Ganz |

| Arbitro: | Mirabella (Napoli) |

|                         |           |               |
| G. Gomez 7’ Galazzi 52’ | Marcatori | 90+2’ Bertini |

| Arbitro: | Cavaliere (Paola) |

|  |           |              |
|  | Marcatori | 90+1’ Odogwu |

| Fiorenzuola d'Arda 31 ottobre 2021, ore 17:30 CET 12ª giornata | Fiorenzuola       | 0 – 0 referto | Mantova | Stadio comunale di Fiorenzuola d'Arda (413 spett.)\| Arbitro: \| Baratta (Rossano) \| |
| Arbitro:                                                       | Baratta (Rossano) |               |         |                                                                                       |

| Arbitro: | Maranesi (Ciampino) |

|             |           |              |
| Bertini 64’ | Marcatori | 55’ Ceravolo |

| Arbitro: | Catanoso (Reggio Calabria) |

|              |           |  |
| Gerbaudo 24’ | Marcatori |  |

| Arbitro: | Pirrotta (Barcellona Pozzo di Gotto) |

|            |           |  |
| Amadio 44’ | Marcatori |  |

| Arbitro: | Di Marco (Ciampino) |

|                        |           |                            |
| Panizzi 8’ Milillo 78’ | Marcatori | 34’ Galuppini 69’ Celeghin |

| Arbitro: | Iacobellis (Pisa) |

|             |           |                       |
| Zennaro 61’ | Marcatori | 90+4’ (aut.) Galeotti |

| Mantova 12 dicembre 2021, ore 14:30 CET 18ª giornata | Mantova              | 0 – 0 referto | Pro Patria | Stadio Danilo Martelli (1 025 spett.)\| Arbitro: \| Pezzopane (L'Aquila) \| |
| Arbitro:                                             | Pezzopane (L'Aquila) |               |            |                                                                             |

| Arbitro: | Tremolada (Monza) |

|                 |           |              |
| Della Morte 18’ | Marcatori | 84’ Guccione |

#### Girone di ritorno
| Arbitro: | Crezzini (Siena) |

|                        |           |  |
| Paudice 8’ Checchi 74’ | Marcatori |  |

| Arbitro: | Mirabella (Napoli) |

|  |           |                     |
|  | Marcatori | 53’, 55’ Monachello |

| Arbitro: | Calzavara (Varese) |

|                     |           |             |
| Monachello 25’, 54’ | Marcatori | 51’ Corradi |

| Arbitro: | Ubaldi (Roma) |

|                     |           |            |
| Guccione 86’ (rig.) | Marcatori | 8’ Manconi |

| Arbitro: | Taricone (Perugia) |

|           |           |  |
| Gonzi 71’ | Marcatori |  |

| Arbitro: | Di Cairano (Ariano Irpino) |

|                  |           |  |
| Monachello 45+1’ | Marcatori |  |

| Arbitro: | Cascone (Nocera Inferiore) |

|                                     |           |  |
| A. Brighenti 19’ Compagnon 32’, 34’ | Marcatori |  |

| Arbitro: | Angelucci (Foligno) |

|                                  |           |            |
| Monachello 73’, 81’ Guccione 77’ | Marcatori | 20’ Marino |

| Arbitro: | Panettella (Bari) |

|                        |           |  |
| Ganz 45+1’, 73’ (rig.) | Marcatori |  |

| Arbitro: | Galipò (Firenze) |

|  |           |          |
|  | Marcatori | 87’ Ligi |

| Arbitro: | Rutella (Enna) |

|                      |           |  |
| Casiraghi 41’ (rig.) | Marcatori |  |

| Arbitro: | Ricci (Firenze) |

|                  |           |             |
| Monachello 90+1’ | Marcatori | 52’ Sartore |

| Arbitro: | Acanfora (Castellammare di Stabia) |

|                     |           |  |
| Guccione 60’ (aut.) | Marcatori |  |

| Arbitro: | Costanza (Agrigento) |

|                     |           |                              |
| Scapuzzi 90’ (rig.) | Marcatori | 47’ Silvestro 57’ Monachello |

| Arbitro: | E. Longo (Cuneo) |

|                         |           |                           |
| Checchi 43’ Paudice 50’ | Marcatori | 38’ (rig.) Danti 71’ Arma |

| Arbitro: | Lovison (Padova) |

|                                     |           |             |
| Anghileri 44’ Silva 63’ Cicconi 74’ | Marcatori | 31’ Paudice |

| Arbitro: | Luongo (Napoli) |

|  |           |                        |
|  | Marcatori | 29’ Morello 80’ Lepore |

| Arbitro: | Di Marco (Ciampino) |

|                     |           |                  |
| Stanzani 45+3’, 48’ | Marcatori | 90+3’ Monachello |

| Arbitro: | Perenzoni (Rovereto) |

|                                          |           |  |
| Gerbaudo 25’ Monachello 81’ Guccione 85’ | Marcatori |  |

### Coppa Italia Serie C
| Arbitro: | Mirabella (Napoli) |

|           |           |                                     |
| Barba 43’ | Marcatori | 22’ S. Rosso 48’ Guccione 61’ Zappa |

| Arbitro: | Crezzini (Siena) |

|                     |           |             |
| Tafa 83’ Parisi 88’ | Marcatori | 35’ Bertini |

## Statistiche

### Statistiche di squadra
| Competizione         | Punti | In casa | In casa | In casa | In casa | In casa | In casa | In trasferta | In trasferta | In trasferta | In trasferta | In trasferta | In trasferta | Totale | Totale | Totale | Totale | Totale | Totale | D.R. |
| Competizione         | Punti | G       | V       | N       | P       | Gf      | Gs      | G            | V            | N            | P            | Gf           | Gs           | G      | V      | N      | P      | Gf     | Gs     | D.R. |
| -------------------- | ----- | ------- | ------- | ------- | ------- | ------- | ------- | ------------ | ------------ | ------------ | ------------ | ------------ | ------------ | ------ | ------ | ------ | ------ | ------ | ------ | ---- |
| Serie C              | 42    | 19      | 7       | 8       | 4       | 23      | 17      | 19           | 2            | 7            | 10           | 14           | 25           | 38     | 9      | 15     | 14     | 37     | 42     | -5   |
| Coppa Italia Serie C | -     | 0       | 0       | 0       | 0       | 0       | 0       | 2            | 1            | 0            | 1            | 4            | 3            | 2      | 1      | 0      | 1      | 4      | 3      | +1   |
| Totale               | -     | 19      | 7       | 8       | 4       | 23      | 17      | 21           | 3            | 7            | 11           | 18           | 28           | 40     | 10     | 15     | 15     | 41     | 45     | -4   |

### Andamento in campionato
| Giornata  | 1 | 2  | 3  | 4  | 5 | 6  | 7  | 8  | 9  | 10 | 11 | 12 | 13 | 14 | 15 | 16 | 17 | 18 | 19 | 20 | 21 | 22 | 23 | 24 | 25 | 26 | 27 | 28 | 29 | 30 | 31 | 32 | 33 | 34 | 35 | 36 | 37 | 38 |
| --------- | - | -- | -- | -- | - | -- | -- | -- | -- | -- | -- | -- | -- | -- | -- | -- | -- | -- | -- | -- | -- | -- | -- | -- | -- | -- | -- | -- | -- | -- | -- | -- | -- | -- | -- | -- | -- | -- |
| Luogo     | T | C  | T  | T  | C | T  | C  | T  | C  | T  | C  | T  | C  | C  | T  | C  | T  | C  | T  | C  | T  | C  | C  | T  | C  | T  | C  | T  | C  | T  | C  | T  | T  | C  | T  | C  | T  | C  |
| Risultato | N | N  | N  | P  | V | N  | P  | N  | N  | P  | P  | N  | N  | V  | P  | N  | N  | N  | N  | V  | V  | V  | N  | P  | V  | P  | V  | P  | P  | P  | N  | P  | V  | N  | P  | P  | P  | V  |
| Posizione | 9 | 11 | 13 | 14 | 9 | 11 | 14 | 13 | 13 | 15 | 19 | 20 | 17 | 16 | 17 | 17 | 16 | 17 | 17 | 15 | 13 | 13 | 14 | 10 | 10 | 11 | 11 | 11 | 11 | 11 | 12 | 12 | 12 | 13 | 14 | 15 | 15 | 15 |

Legenda:

Luogo: C = Casa; T = Trasferta. Risultato: V = Vittoria; N = Pareggio; P = Sconfitta.